# Pitstop (videogioco)
Pitstop è un videogioco di corse automobilistiche pubblicato da Epyx nel 1983 per Atari 8-bit, ColecoVision e Commodore 64, con l'insolita caratteristica di poter controllare direttamente il personale che effettua la manutenzione della vettura al pit stop.
Fu seguito da Pitstop II l'anno successivo.

## Modalità di gioco
La vettura controllata dal giocatore è vista in terza persona da dietro, con la strada che si estende in prospettiva verso l'alto. In gara il giocatore può sterzare, accelerare, decelerare o frenare, mentre il cambio è automatico. Si incontrano continuamente vetture anonime controllate dal computer, che viaggiano a velocità inferiore alla velocità massima del giocatore.
Urtare il bordo pista o un'altra vettura non è letale, ma causa un rallentamento e la rapida usura delle gomme che hanno urtato. Le gomme sono soggette in ogni caso a graduale usura in proporzione alla strada percorsa. Il grado di usura di una gomma è rappresentato dal suo colore. Anche il carburante è limitato. Se si esaurisce il carburante o scoppia una gomma, la gara è persa.
A ogni giro, in corrispondenza del traguardo, è possibile fermarsi al pit stop, dove si possono cambiare una o più gomme e fare rifornimento, selezionando e muovendo con il joystick una squadra di 4 tecnici: l'addetto al carburante, due addetti alle gomme di destra e di sinistra e l'addetto che segnala al pilota di ripartire.
In corsa, una minimappa consente di vedere l'attuale posizione rispetto al circuito e valutare la distanza dall'area di pit stop.
Si può scegliere tra 3 livelli di difficoltà, 6 piste, corrispondenti solo nel nome ad alcuni circuiti reali, e 3-6-9 giri per pista. Si può correre una pista singola, il Mini Circuito (3 piste a caso) o il Grande Circuito (tutte le piste), ottenendo un punteggio cumulativo in base al piazzamento e al numero di giri conclusi; il piazzamento è relativo solo ai giocatori umani (fino a 4, e giocano uno alla volta).